# Euproctis fleuriotii
Euproctis fleuriotii är en fjärilsart som beskrevs av Guérin-meneville 1862. Euproctis fleuriotii ingår i släktet Euproctis och familjen tofsspinnare. Inga underarter finns listade i Catalogue of Life.